# ايساك كوفي
ايساك كوفي (بالإنجليزية: Isaac Cofie) (20 سبتمبر 1991 غانا - ) هو لاعب كرة قدم غاني، يلعب كلاعب وسط.

## روابط خارجية
- ايساك كوفي على موقع اتحاد تركيا (لاعب) (الإنجليزية)
- ايساك كوفي على موقع قاعدة بيانات كرة القدم.إي يو (الإنجليزية)
- ايساك كوفي على موقع ناشيونال فوتبول تيمز (الإنجليزية)
- ايساك كوفي على موقع Soccerway.com (الإنجليزية)
- ايساك كوفي على موقع عالم كرة القدم.نت (الإنجليزية)
- ايساك كوفي على موقع AS.com (الإسبانية)